# Chrystofania

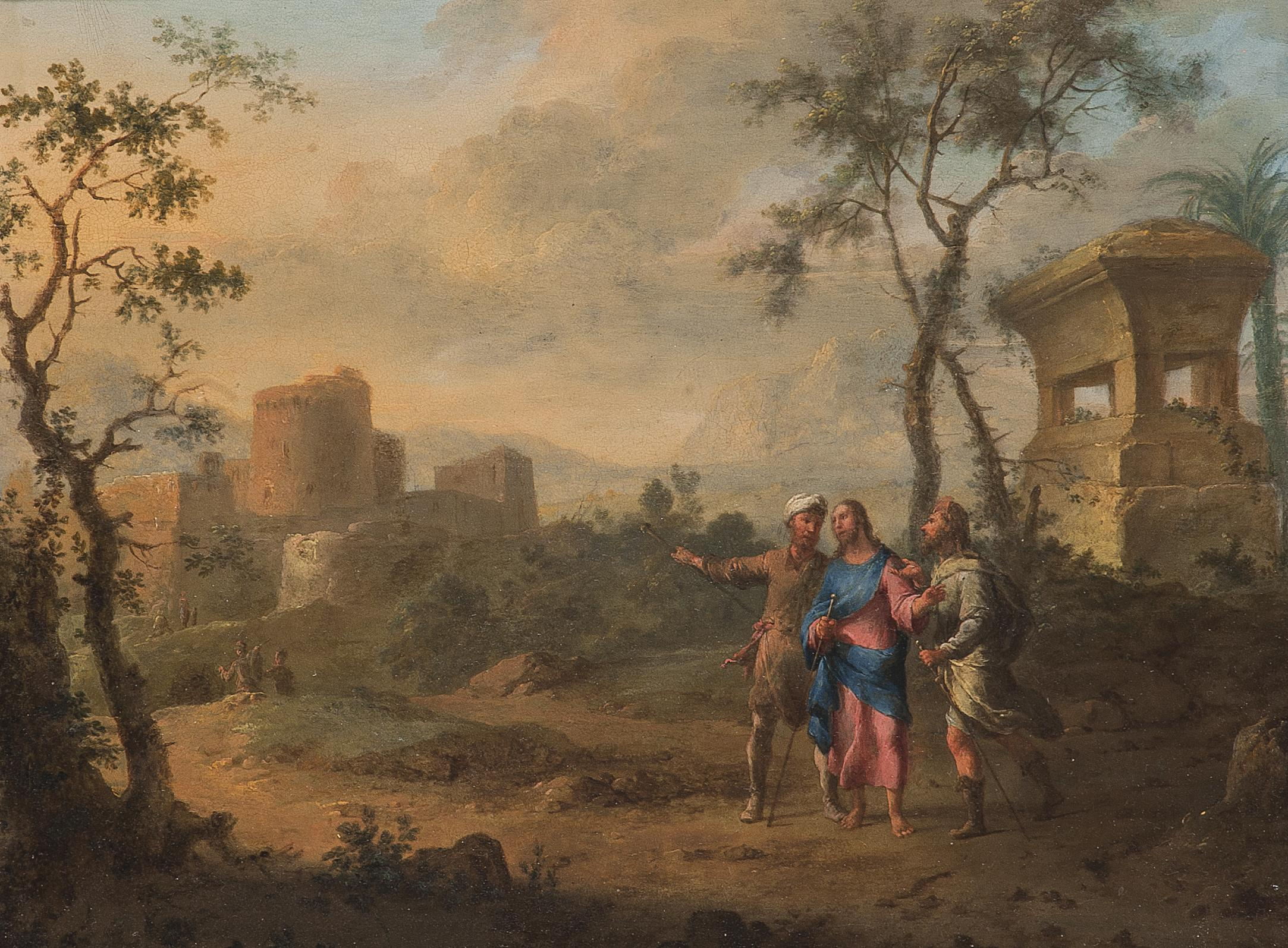
Franz de Paula Ferg Droga do Emaus

Chrystofania (gr. Χριστόφάνια od Χριστός "Pomazaniec" i φαίνειν "ukazać się") – zjawianie się Jezusa Chrystusa po zmartwychwstaniu; Ewangelie zawierają dużo opisów chrystofanii, zwłaszcza przy pustym grobie i wobec grup uczniów; wspólne cechy chrystofanii zawarte w tych relacjach to: wrażenie inności Jezusa, niezwykłe właściwości jego ciała, zachowującego jednak ludzką postać i zmysłową dotykalność. Świadkowie chrystofanii w pierwszej chwili nie poznawali Jezusa, rozpoznanie go pociągało za sobą uwierzenie w niego.